# 亨利·梅尔逊·斯托梅尔
亨利·梅爾遜·「漢克」·斯托梅尔（英語：Henry "Hank" Melson Stommel，1920年9月27日—1992年1月17日）是一位美国物理海洋学家，主要关注全球海洋环流模式和墨西哥灣暖流，主要科普作品有《海洋一瞥：轮机长与海洋学家关于大洋环流的对话》（A View of the Sea: A Discussion between a Chief Engineer and an Oceanographer about the Machinery of the Ocean Circulation）等。